# Бјанка Пицорно
Бјанка Пицорно (итал. Bianca Pitzorno; Сасари, 12. август 1942) једна је од најзначајнијих савремених италијанских писаца за децу. Осим писањa бави се и превођењем. Као левичарка и феминисткиња по уверењу, у својим делима најчешће се бави социјалним и политичким проблемима. За свој рад награђена је бројним италијанским и међународним књижевним наградама, а од 2000. године изабрана је за УНИЦЕФ-овог амбасадора добре воље.

## Биографија
Бјанка Пицорно је рођена 1942. године у граду Сасари на Сардинији. После студија археологије и књижевности преселила се у Милано, где се усавршавала за рад на телевизији и филму на чувеној Вишој школи за комуникације (Scuola Superiore delle Comunicazioni). Телевизијску каријеру започела је на италијанској националној телевизији RAI, у редакцији за културу и дечји програм, где је писала сценарија, драмске комаде и текстове за сонгове.

## Књижевни рад
Своју прву књигу за децу Бјанка Пицорно објавила је 1970, са 28 година, и она јој је донела славу широм Италије. После тога су уследиле књиге које су јој донеле бројне награде и признања. Објавила је четрдесетак сликовница и романа за децу и тинејџере. Књиге су јој преведене на више језика. Једна од омиљених и најзначајнијих италијанских писаца за децу и младе.
Дела Бјанке Пицорно углавном се баве социјалним и политичким темама, попут родне и расне дискриминације, класних разлика, социјалне подељености, феминизма, екологије, конзумеризма, политичке корупције и сличних. Бјанка Пицорино не преза од тога да у литературу намењену деци унесе овако озбиљне теме. Пише о њима отворено, а већина њених књига је о девојчицама и првенствено њима намењена.

#### Књиге објављене на српском језику
- Полисена и њено прасе (Одисеја, 2014)[4]
- Слушај како ми лупа срце  (Одисеја, 2014)[5]
- Француска дадиља  (Одисеја, 2015)[6]
- Кућица на дрвету  (Одисеја, 2018)[7]

## Преводилачки рад
Осим књижевним, Бјанка Пицорно бави се и преводилачким радом. На италијански језик превела је дела многих познатих књижевника, међу којима су Толкин, Силвија Плат, Давид Гросман, Туве Јансон, Мариела Кастро Еспин и други.

## Награде и признања
За свој рад Бјанка Пицорно добила је бројне награде, а најзначајније су: 
- шест пута престижна италијанска награда Premio Andersen Il Mondo Dell’Infanzia за најбољег дечјег писца (1985, 1986, 1988, 1992, 1995. и 2001. године),
- међународна награда Premio Cento за најбољу дечју књигу објављену на италијанском језику (1998)
- награда за дечју књижевност Premio Alla Fantasia Gianni Rodari (1989),
- награда Premio Pippi (1988)
- награда Premio Castello di Sanguinetoo (2004).

Два пута је ушла у најужи избор за Награду Ханс Кристијан Андерсен (2012. i 2014. godine) коју сваке друге године додељује Међународни одбор за дечју књигу најбољем писцу и најбољем илустратору за децу и младе.
Године 2000. Бјанка Пицорно постала је УНИЦЕФ-ов амбасадор добре воље.

## Политичко ангажовање
На Изборима за Европски парламент 2009. кандидовала се за посланика у редовима партије Левице и Слободе (Sinistra e Libertà), али њена партија није прошла цензус.